# Yōko Asagami
Yōko Asagami (麻上 洋子?, Asagami Yōko; Otaru, 10 luglio 1952) è una doppiatrice giapponese.
Il suo vero nome è Yōko Ōkubo (大久保 洋子?, Ōkubo Yōko), ma è conosciuta anche come Harumi Ichiryūsai (一龍斎 春水?, Ichiryūsai Harumi). È famosa soprattutto per i ruoli di Yuki Mori (Star Blazers), Angel Omachi (Bryger) e Saeko Nogami (City Hunter).

## Ruoli interpretati
- Angel Heart (Saeko Nogami)
- Bryger (Angel Omachi)
- Star Blazers (Yuki Mori)
- City Hunter (Saeko Nogami)
- Galaxy Express 999 (Claire, Kasumi)
- Il Tulipano Nero (Michelle)
- The Galaxy Railways (Layla Destiny Shura, Kanna Yuuki)
- Belfy e Lillibit (Belfy)
- Lilli un guaio tira l'altro (Tiko)
- Il fantastico mondo di Paul (Pakkun)
- Sailor Moon (Flow)
- Space Runaway Ideon (Harulu Ajiba)
- Star Blazers (Yuki Mori alias "Nova")
- Star Twinkle Pretty Cure (Yoko Hoshina)                                                    * Lady Georgie (Joy)